# Richard Neal
Richard Edmund Neal (n. 14 februarie 1949, Springfield, Massachusetts, SUA) este un politician american care servește ca congressman în Camera Reprezentanților a SUA pentru primul district congresual din Massachusetts din 1989. Districtul, numerotat ca fiind al 2-lea district din 1989 până în 2013, include Springfield, West Springfield, Pittsfield, Holyoke, Agawam, Chicopee și Westfield și este mult mai rural decât restul statului. Membru al Partidului Democrat, Neal este decanul delegației Massachusetts la Camera Reprezentanților din 2013 și este, de asemenea, decanul delegațiilor din New England din Cameră.